# Джексон, Сирил
| Открытые астероиды: 72 | Открытые астероиды: 72 |
| ---------------------- | ---------------------- |
| (1116) Catriona        | 5 апреля 1929          |
| (1186) Тернера         | 1 августа 1929         |
| (1193) Африка          | 24 апреля 1931         |
| (1194) Aletta          | 13 мая 1931            |
| (1195) Orangia         | 24 мая 1931            |
| (1196) Sheba           | 21 мая 1931            |
| (1197) Родезия         | 9 июня 1931            |
| (1242) Замбезия        | 28 апреля 1932         |
| (1243) Памела          | 7 мая 1932             |
| (1244) Deira           | 25 мая 1932            |
| (1245) Calvinia        | 26 мая 1932            |
| (1246) Chaka           | 23 июля 1932           |
| (1248) Jugurtha        | 1 сентября 1932        |
| (1264) Летаба          | 21 апреля 1933         |
| (1268) Ливия           | 29 апреля 1930         |
| (1278) Кения           | 15 июня 1933           |
| (1279) Уганда          | 15 июня 1933           |
| (1282) Утопия          | 17 августа 1933        |
| (1318) Нерина          | 24 марта 1934          |
| (1319) Диза            | 19 марта 1934          |
| (1320) Impala          | 13 марта 1934          |
| (1321) Majuba          | 7 мая 1934             |
| (1323) Tugela          | 19 мая 1934            |
| (1324) Knysna          | 15 июня 1934           |
| (1325) Инанда          | 14 июля 1934           |
| (1326) Losaka          | 14 июля 1934           |
| (1327) Namaqua         | 7 сентября 1934        |
| (1349) Bechuana        | 13 июня 1934           |
| (1354) Botha           | 3 апреля 1935          |
| (1355) Magoeba         | 30 апреля 1935         |
| (1356) Ньянза          | 3 мая 1935             |
| (1357) Khama           | 2 июля 1935            |
| (1358) Gaika           | 21 июля 1935           |
| (1359) Prieska         | 22 июля 1935           |
| (1360) Tarka           | 22 июля 1935           |
| (1362) Гриква          | 31 июля 1935           |
| (1367) Нонгома         | 3 июля 1934            |
| (1368) Нумидия         | 30 апреля 1935         |
| (1393) Sofala          | 25 мая 1936            |
| (1394) Algoa           | 12 июня 1936           |
| (1396) Outeniqua       | 9 августа 1936         |
| (1397) Umtata          | 9 августа 1936         |
| (1427) Ruvuma          | 16 мая 1937            |
| (1428) Mombasa         | 5 июля 1937            |
| (1429) Pemba           | 2 июля 1937            |
| (1430) Сомали          | 5 июля 1937            |
| (1431) Луанда          | 29 июля 1937           |
| (1432) Эфиопия         | 1 августа 1937         |
| (1456) Saldanha        | 2 июля 1937            |
| (1467) Mashona         | 30 июля 1938           |
| (1468) Zomba           | 23 июля 1938           |
| (1474) Beira           | 20 августа 1935        |
| (1490) Лимпопо         | 14 июня 1936           |
| (1505) Koranna         | 21 апреля 1939         |
| (1506) Xosa            | 15 мая 1939            |
| (1595) Tanga           | 19 июня 1930           |
| (1634) Ndola           | 19 августа 1935        |
| (1638) Руанда          | 3 мая 1935             |
| (1641) Тана            | 25 июля 1935           |
| (1676) Кариба          | 15 июня 1939           |
| (1712) Ангола          | 28 мая 1935            |
| (1784) Benguella       | 30 июня 1935           |
| (1816) Либерия         | 29 января 1936         |
| (1817) Katanga         | 20 июня 1939           |
| (1948) Kampala         | 3 апреля 1935          |
| (1949) Messina         | 8 июля 1936            |
| (2066) Palala          | 4 июня 1934            |
| (2825) Кросби          | 19 сентября 1938       |
| (2865) Лорел           | 31 июля 1935           |
| (3768) Monroe          | 5 сентября 1937        |
| (5452) 1937 NN         | 5 июля 1937            |
| (7102) 1936 NB         | 12 июля 1936           |

Сирил Джексон (англ. Cyril V. Jackson; 5 декабря 1903, Оссетт, Великобритания — февраль 1988, Питермарицбург, Южная Африка) — южноафриканский астроном.
Он родился в городе Оссетт, Великобритания. Эмигрировал вместе с отцом в Южную Африку в 1911 году.
С 1928 по 1947 год работал в республиканской обсерватории Йоханнесбурга, где 5 апреля 1929 года открыл свой первый астероид (1116) Катриона. С 1957 по 1963 год жил в Австралии, где работал в обсерватории Маунт-Стромло, недалеко от города Канберра. С 1963 по 1967 год был директором астрономической обсерватории имени Феликса Агилара, недалеко от города Сан-Хуан, Аргентина.
За свою жизнь открыл 72 астероида и 3 кометы. В честь Сирила Джексона был назван астероид (2193) Джексон. Астероид (1194) Алетта, открытый Джексоном в 1931 году назван в честь его жены Алетты Джексон, а астероид (1243) Памела, открытый в 1932 году назван Джексоном в честь своей дочери.